# Judgment (videojuego)
Judgment es un videojuego de acción-aventura desarrollado y publicado por Sega para PlayStation 4 y Xbox Series. Cuando comenzó su desarrollo, en 2015, llevaba el nombre de Project Judge. El juego es considerado como un spin off de la serie Yakuza. Salió el 13 de diciembre de 2018 en Japón, mientras que en el resto del mundo fue el 25 de junio de 2019. El juego está protagonizado por el abogado y detective Takayuki Yagami y gira en torno a un caso que implica varios asesinatos. El jugador controla a Yagami en la ciudad ficticia de Kamurocho, donde lucha contra matones y yakuzas además de llevar a cabo misiones para resolver el caso. El 23 de abril del 2021 llegó a las plataformas PlayStation 5, Xbox series X|S y Google stadia.
El juego ha sido escrito y dirigido por Toshihiro Nagoshi que quiso escribir un nuevo tipo de historia a través de un detective. Para promover el juego, el cantante Takuya Kimura fue contratado para representar a Yagami tanto en características faciales como en la voz japonesa.
Judgment fue retirado del mercado japonés en marzo de 2019 tras el arresto de Pierre Taki, uno de los actores del juego. Durante el proceso de localización de Judgment para mercados internacionales, la imagen de Taki fue eliminada y su doblaje reemplazado. El juego recibió una crítica generalmente positiva, alabando el argumento y contenido pero criticando la simplicidad de su mecánica de investigación. También  ha sido un éxito comercial, ganando dos premios con la posibilidad de una secuela.

## Gameplay

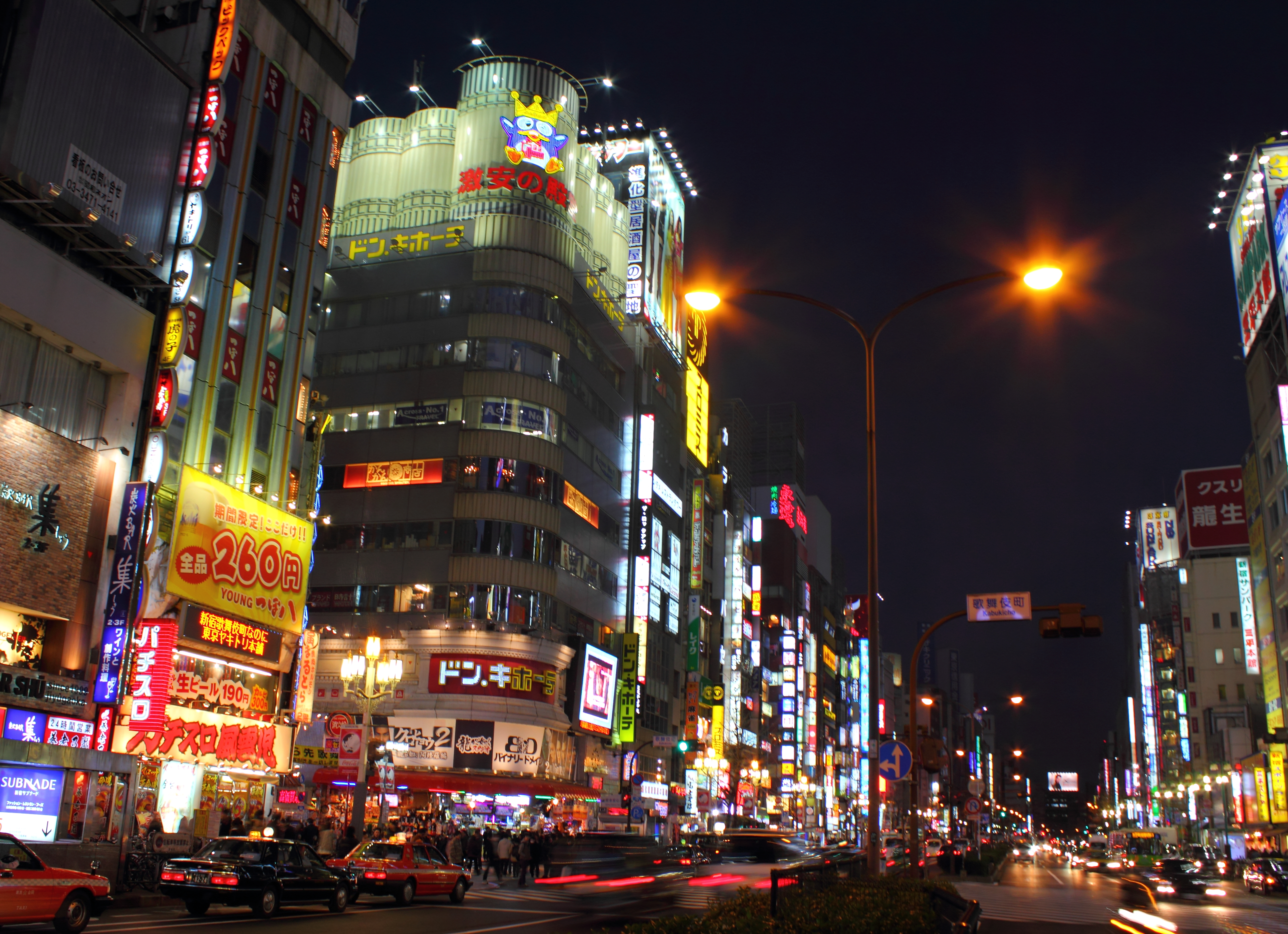
El barrio de Kamurocho está inspirado en barrios de Japón.

Jugdment es un juego de acción-aventura en tercera persona. El juego, considerado como un thriller que se sitúa en el barrio de Kamurocho, sigue la historia del detective privado Takayuki Yagami cuando investiga un caso de varios asesinatos. Está protagonizado por el actor japonés Takuya Kimura y tiene un sistema de luchar similar a Yakuza 0, donde los jugadores pueden cambiar a dos estilos diferentes: el estilo de la grulla, centrado para luchar contra grupos, y el estilo del tigre, que es para luchar contra un solo enemigo. Yagami puede usar el parkour, correr en pared y saltos, en su estilo de lucha. 
El juego también tiene un modo de investigación, donde el jugador tiene que encontrar rastros del delincuente.
El jugador tiene que infiltrarse en áreas donde deberá usar ganzúas y disfraces para reunir información o encontrar objetos de interés. 
Tiene secciones donde el jugador tiene que seguir (o perseguir) un sospechoso. En esta parte, Yagami se puede esconder detrás de coches y paredes mientras observa los movimientos del sospechoso. En secuencias de persecución, obstáculos de salto de los jugadores para acercarse y emprender un sospechoso.
Yagami puede aceptar un número de casos secundarios, aparte del principal, los cuales son similares a otro juegos Yakuza. Se puede encontrar minijuegos y actividades en Kamurocho, entre los que se encuentran versiones de Space Harrier, Fantasy Zone, Fighting Vipers, Motor Raid, Virtua Fighter 5: Final Showdown y Puyo Puyo.

## Recepción
Judgment recibió críticas generalmente favorables, según Metacritic. Famitsu dio al juego una puntuación de 37 fuera de 40, con índices de 9, 10, 9 y 9.
A pesar de que su gameplay estuvo alabado, los críticos tuvieron opiniones mixtas sobre algunos elementos. Hobby Consolas alabó el juego para confiar en tipos múltiples de gameplay, dando a la serieYakuza más variedad. Según la crítica de Videogamer.com , a los jugadores de Yakuza les gustará Judgment debido a sus semejanzas en acción.  Para GameInformer la acción es buena, aunque señala que fallar una misión o en una fase de investigación no penalizan al jugador.

### Ventas
Según Media Create, el juego tuvo muchas ventas en su primera semana en Japón con ventas de 148 246 copias. El 13 de enero de 2019, Media Create incrementó sus ventas a 240 293 copias. El productor Daisuke Sato dijo que las ventas occidentales de Judgment superaron las expectativas. Después de que Judgment fuese un éxito en todo el mundo, pushsquare.com dijo que les gustaría ver una secuela sobre la vida de Yagami.  Aunque el productor Kazuki Hosokawa dijera en abril de 2019 que el estudio se estaba planteando lanzar el juego en PC para llegar a una audiencia mayor, acabó siendo descartado por la compañía.

### Premios
Judgment recibió el Premio de Excelencia de los Famitsu Awards, y el Premio para la Excelencia en los Japan Game Awards.